# 현승일
현승일(玄勝一, 1942년 2월 5일~)은 대한민국의 교육인, 정치인이다. 제5·6대 국민대학교 총장직을 수행했으며 제16대 국회의원을 지냈다.

## 학력
- 중앙초등학교 졸업
- 경북중학교 졸업
- 경북고등학교 졸업
- 서울대학교 정치학과 졸업

## 경력
- 동양통신기자
- 미유타대 사회학 석사
- 하와이 동서센타 연구원
- 6.3 동지회장
- 국민대학교교수. 총장
- 전국사립대총장 협의회장
- 한국대학교육협의회장
- 한나라당 총재특보
- 국회예결위원
- 국회교육위원

## 역대 선거 결과
|  | 23.46% |

|  | 61.60% |